# Louis de Prie, markiz de Plasnes

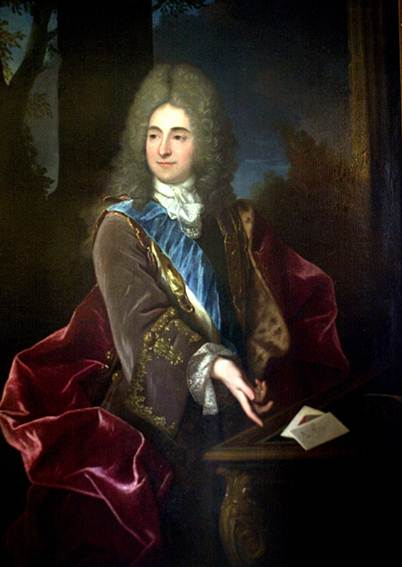

Louis de Prie, markiz de Plasnes (1673-1751) francuski dyplomata. Poseł Francji w Turynie.
De Prie znany jest głównie dlatego, że w 1713 wyszła za niego i przeprowadziła się do Turynu markiza de Prie, późniejsza kochanka Ludwika IV Henryka Burbona-Condé, z którym rządziła Francją. Dzięki temu również markiz zyskał na znaczeniu, zostając jednym z ministrów.
Był kawalerem Orderu Św. Ducha.